# Bryum leptospeiron
Bryum leptospeiron är en bladmossart som beskrevs av C. Müller in Bescherelle 1880. Bryum leptospeiron ingår i släktet bryummossor, och familjen Bryaceae. Inga underarter finns listade i Catalogue of Life.